# Valley MC
Der Valley MC war ein Motorradclub in München, der von den sogenannten „Valley-Rockern“, auch genannt „Valleys“ oder „Valleyer“, in den 1970er Jahren gegründet wurde und besonders in den frühen 1970er Jahren in Hinblick auf die Zunahme der Jugendkriminalität in Zusammenhang mit der Entstehung von Rockerbanden in Deutschland überregionale Beachtung fand.

## Geschichte
Die „Valley-Rocker“ waren in den späten 1960er Jahren zunächst eine motorradbegeisterte Jugendclique, die in der Sendlinger Jugendfreizeitstätte Valley (heute: Spiel- und Bildungszentrum Sendling) des Falken e. V. entstand und daher auch ihren Namen bekam. Das „Valley“ war benannt nach der anrainenden Valleystraße, die wiederum nach der oberbayerischen Gemeinde Valley benannt war. Die Clique hatte in den damaligen Holzhütten des Jugendzentrums eine Moped-Werkstatt zur Verfügung gestellt bekommen, erhielt aber schon nach ein paar Jahren wegen „nicht sozialverträglichen Verhaltens“ ein lebenslanges Hausverbot. Eines der damals „verbannten“ Mitglieder war später selbst in der Jugendarbeit tätig. Die Jugendlichen und jungen Heranwachsenden gründeten in den 1970er Jahren den Motorradclub Valley MC. Das ebenfalls in der Valleystraße gelegene Wirtshaus Valley’s wurde zur Stammkneipe.
Wie auch die nicht motorisierten neu entstandenen Black Spiders, Gründer Mike H. (Friseur) Nuri N. (Kfz.Mechaniker) Gianni A. (Kellner) aus dem Münchner Bahnhofsviertel und die schon länger etablierten in Untergiesing-Auer Freizeitheim Rockerbande Bunch Munich Präsident Pit, fielen die damals halbstarken „Valley-Rocker“ vorwiegend in den 1970er Jahren wegen Gewaltdelikten bis hin zum Einsatz von Stichwaffen und Fahrradketten ins Visier polizeilicher Ermittlungen. Kennzeichen der Valleyer war ein auf die linke Brust tätowierter, kleiner farbiger Geier. Aufnahmerituale oder Mutproben zur Aufnahme gab es nicht.
Als Resultat des 1969 ins Leben gerufenen „Arbeitskreises zur Bekämpfung von Banden- und Blasenbildung“ von Kripo und Justiz verschärfte man 1972/1973 in München das Vorgehen gegen die dort entstandenen Rockerbanden durch die Einrichtung des Sonderreferats 67 der Polizei München, Massenverhaftungen und Schnellverfahren im Bereich der Justiz. Zudem wurden vermehrt Zivilstreifen eingesetzt. Dies fiel in eine Zeit, in der im März 1973 sich in Hamburg die sogenannten Bloody Devils Hells Angels Deutschland gründeten. Allein im Mai 1973 verloren die „Valleys“ durch die eingeleiteten Maßnahmen 35 Mitglieder. Für typische Strafdelikte wie beispielsweise die räuberische Erpressung der Herausgabe von Lederjacken „für zwoa Markl“ (bair. für: „für zwei D-Mark“) wurden empfindliche Strafen verhängt. Der damals leitende Staatsanwalt des Arbeitskreises Horst Hörauf, der später selbst ins Auge der Justiz geriet, galt im Rahmen der Maßnahmen gegen Rocker und Zuhälter als schärfster Ankläger der bayerischen Justiz und als „Münchens Saubermann Nr. 1“. Allein gegen Rocker brachte er 1972/1973 rund 1.400 Verfahren in Gang.
Besondere Aufmerksamkeit erweckte der Überfall von sieben Bandenmitgliedern auf einen jungen italienischen Gastarbeiter in einem Tanzlokal, bei dem der 20-jährige Ulrich K. mit einem Springmesser dem Italiener von hinten in den Rücken stach und dabei dessen Rückenmark so verletzte, dass dieser eine Querschnittlähmung davon trug. Alle sieben Mitglieder wurden 1973 von der Jugendstrafkammer des Landgerichts München zu Freiheitsstrafen verurteilt. Bekannter Strafverteidiger der Rocker war damals der spätere Hochschullehrer Peter Mrozynski.
1975 verschärfte auch der damalige Werksdirektor des Münchner Verkehrs- und Tarifverbunds (MVV) Peter Engelbrecht aufgrund von sich häufenden Gewaltdelikten die Kontrollmaßnahmen durch den Einsatz privater Ordnungskräfte in den U-Bahnhöfen (wurden später durch die Schwarzen Sheriffs und in den 1980er Jahren dann durch die U-Bahn-Wache abgelöst).
Der Website des Fanclubs Südkurve ’73 ist zu entnehmen, dass die „Valleys“ zum Teil auch darüber bestimmten, ob FC-Bayern-München-Fans das Münchner Frühlingsfest auf der Theresienwiese besuchen durften. Die Bandenmitglieder waren eher dem Fanlager des TSV 1860 München zuzuordnen.
Von den ursprünglich rund 80 Mitgliedern des Motorradclubs gibt es noch einige Ehemalige, die in Motorradclubkreisen noch von sich reden machen. Der Motorradclub existiert nicht mehr als eingetragener Verein.